# Marian Linde
Marian Linde (ur. ok. 1890, zm. ?) – polski prawnik (doktor praw), dyplomata w służbie konsularnej Austro-Węgier, w służbie dyplomatycznej i konsularnej II Rzeczypospolitej.

## Życiorys
Ukończył na Uniwersytecie we Fryburgu studia prawnicze ze stopniem naukowym doktora i wstąpił do służby konsularnej Austro-Węgier. W czasie I wojny światowej attaché konsularny w ambasadzie Austro-Węgier w Bukareszcie. Po odzyskaniu niepodległości przez Polskę wstąpił do służby dyplomatycznej II Rzeczypospolitej. Od 10 listopada 1918 do maja 1919 r. był chargé d’affaires RP w Królestwie Rumunii, następnie (od 31 maja 1919) konsulem generalnym RP w Bukareszcie. W 1921 odwołany do centrali Ministerstwa Spraw Zagranicznych w Warszawie. Wkrótce przeniesiony w stan rozporządzalności, w 1923 zwolniony ze służby w MSZ. Dalsze losy nieznane.